# Acalypha intermedia
Acalypha intermedia é uma espécie de flor do gênero Acalypha, pertencente à família Euphorbiaceae.